# Doodshoofdvlinder
De doodshoofdvlinder, ook wel doodskopvlinder of doodshoofdpijlstaart (Acherontia atropos), is een vlinder uit de familie pijlstaarten (Sphingidae). Zowel de Nederlandse als de wetenschappelijke naam zijn afgeleid van de op een schedel lijkende vlek op het borststuk.
De vlinder is verder te herkennen aan het relatief grote en dikke lichaam en de duidelijk zichtbare klauwtjes aan de poten. De vlinder is een van de grotere pijlstaartvlinders en bereikt een lichaamslengte van ongeveer zeven centimeter. De spanwijdte van de vleugels is bijna het dubbele. De voorvleugels zijn aan de bovenzijde bruin gekleurd, de onderzijde van de voorvleugels en de achtervleugels zijn geel van kleur met donkere strepen en vlekken. Ook de ongeveer 12 centimeter lange rups valt op door het groene tot gele lichaam met blauwe tot paarse schuine dwarsstrepen.
De doodshoofdvlinder heeft een natuurlijk verspreidingsgebied dat voornamelijk delen van Afrika en Azië beslaat. Het is een trekvlinder die in de zomer noordwaarts vliegt en enorme afstanden kan afleggen. De doodshoofdvlinder komt dan in Europa voor tot in Scandinavië en wordt ook jaarlijks in Nederland en België waargenomen. De vlinder is echter niet in staat zich te handhaven in deze noordelijke gebieden.
De doodshoofdvlinder leeft als rups van planten maar eenmaal volwassen eet hij vooral zoetigheden zoals nectar en honing, en dringt daarvoor de nesten van honingbijen binnen. De vlinder wordt echter niet zelden door de bijen doodgestoken en uit het nest gewerkt. Het komt ook voor dat de vlinder wordt gedood en vervolgens wordt ingemetseld binnen het nest.
Als een doodshoofdvlinder wordt verstoord piept hij luid om zijn belager af te schrikken. Ook de rups is in staat om een afweergeluid te maken dat bestaat uit klikkende geluiden die met de kaken worden geproduceerd. De rups kan tevens gemeen bijten als het dier wordt opgepakt, de volwassen vlinder echter is geheel weerloos.

## Naamgeving

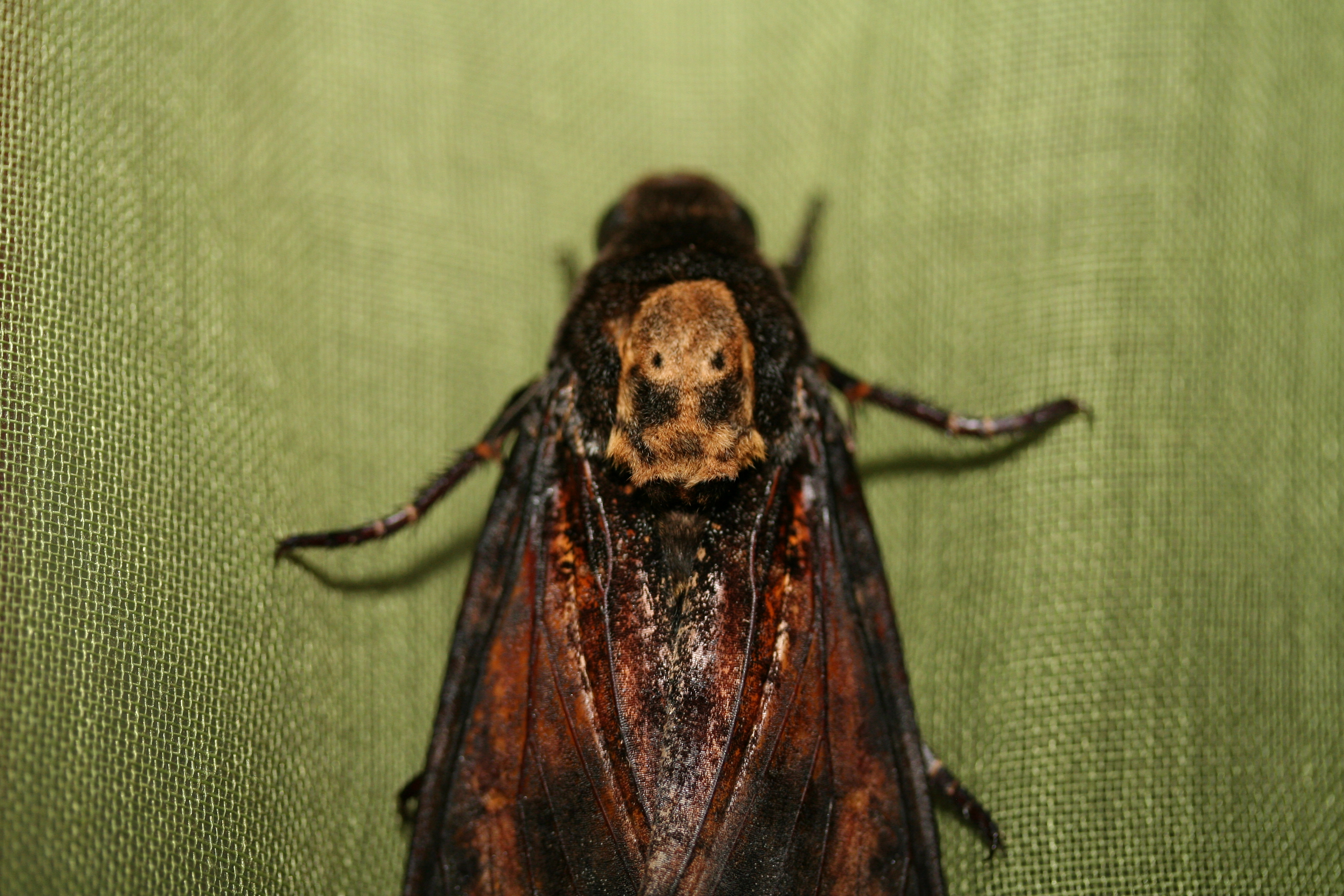
Exemplaar met duidelijk zichtbare doodshoofdtekening

De doodshoofdvlinder dankt zijn naam aan de typische lichte vlek op het borststuk die aan de bovenzijde breder is en waarin twee donkere vlekken staan. Deze configuratie lijkt met enige fantasie op het vooraanzicht van een menselijke schedel. Ook in andere talen verwijst de naam vaak naar de karakteristieke tekening van het borststuk, zoals in het Duitse totenkopfschwärmer, het Engelse death's-head hawkmoth, en het Franse sphinx tête de mort.
In andere talen worden alle drie de soorten uit het geslacht Acherontia wel als "doodshoofdvlinders" aangeduid maar in de Nederlandse taal wordt de naam alleen gebruikt voor de hier beschreven soort.
De wetenschappelijke naam van de doodshoofdvlinder werd in 1758 gepubliceerd door Carl Linnaeus als Sphinx atropos in de tiende editie van Systema naturae. De soort wordt tegenwoordig niet meer geplaatst in het geslacht Sphinx, dat nu bestaat uit bijna 50 grote, gelijkende soorten zoals de dennenpijlstaart (Sphinx pinastri).
De wetenschappelijke naam Acherontia atropos verwijst naar verschillende met de dood geassocieerde onderwerpen uit de Griekse mythologie. De geslachtsnaam Acherontia verwijst naar de mythische 'rivier van de pijn', Acheron. De soortaanduiding atropos verwijst naar Atropos, een van de drie schikgodinnen. Atropos is degene die iemands draad afknipt als zijn tijd gekomen is, waarna de met de levensdraad verbonden persoon sterft.

### Andere combinaties
- Manduca atropos (Linnaeus, 1758)[7]

### Synoniemen
- Atropos solani Oken, 1815
- Acherontia sculda Kirby, 1877
- Manduca atropos conjuncta Tutt, 1904
- Manduca atropos extensa Tutt, 1904
- Manduca atropos flavescens Tutt, 1904
- Manduca atropos imperfecta Tutt, 1904
- Manduca atropos intermedia Tutt, 1904
- Manduca atropos obsoleta Tutt, 1904
- Manduca atropos suffusa Tutt, 1904
- Manduca atropos variegata Tutt, 1904
- Manduca atropos virgata Tutt, 1904
- Acherontia atropos violacea Lambillion, 1905
- Acherontia atropos charon Closs, 1910[8]
- Acherontia atropos diluta Closs, 1911[9]
- Acherontia atropos obscurata Closs, 1917[10]
- Acherontia atropos myosotis Schawerda, 1919
- Acherontia atropos confluens Dannehl, 1925
- Acherontia atropos moira Dannehl, 1925
- Acherontia atropos septentrionalischinensis Pavlov, 1932
- Acherontia atropos pulverata Cockayne, 1953
- Acherontia atropos radiata Cockayne, 1953
- Acherontia atropos griseofasciata Lempke, 1959

## Verspreidingsgebied

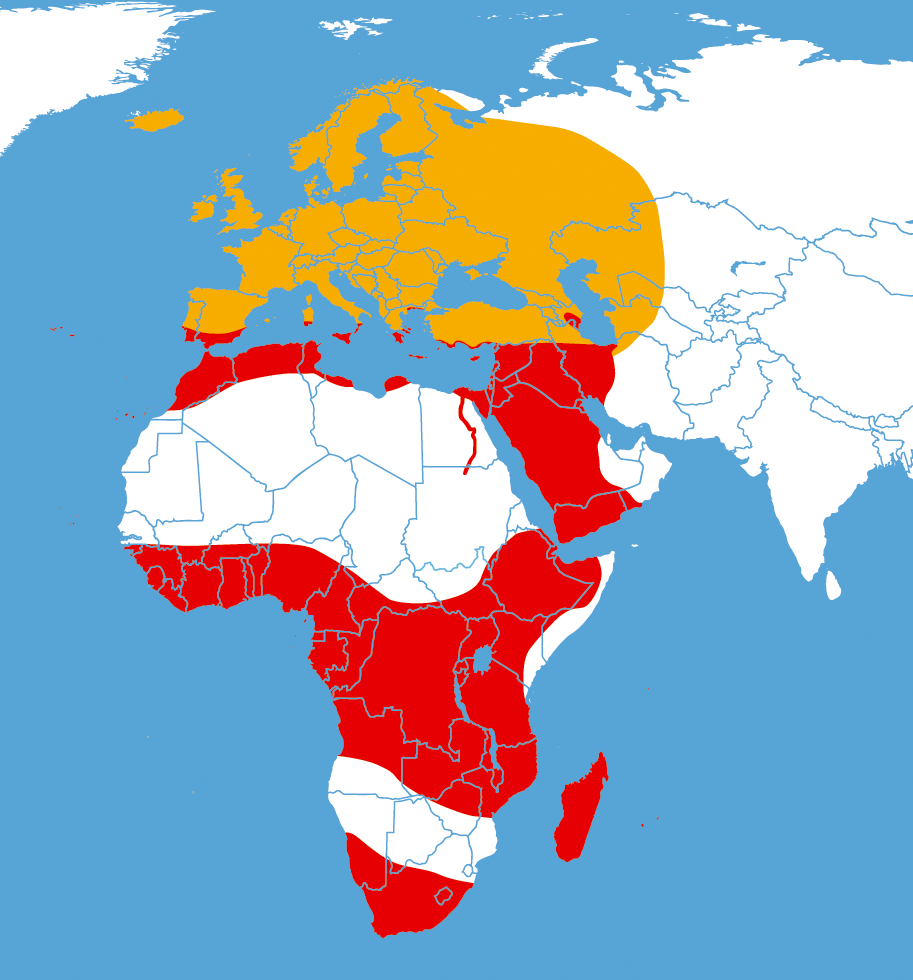
Verspreidingsgebied van de doodshoofdvlinder in het rood hele jaar, in het oranje in de zomer als trekvlinder

De doodshoofdvlinder heeft een groot verspreidingsgebied dat uit twee delen bestaat. Zijn eigenlijke verspreidingsgebied ligt in tropisch Afrika, zuidwestelijk Azië en uiterst zuidelijk Europa. In Afrika komt de soort voor in het uiterste zuiden; Zuid-Afrika, Lesotho, Namibië en zuidelijk Botswana, ook op het oostelijke eiland Madagaskar komt de soort voor. In een brede band van zuidelijk Angola tot Zimbabwe ontbreekt de vlinder, hierboven, van noordelijk Angola tot noordelijk Mozambique komt de vlinder wel voor en het verspreidingsgebied loopt noordelijk tot ongeveer de grens Senegal-Nigeria-Centraal-Afrikaanse Republiek en Ethiopië. In een groot gebied rond de Sahara komt de doodshoofdvlinder niet voor om pas weer op te duiken in noordelijk Afrika; Marokko, Tunesië, noordelijk Libië en Egypte, waar de vlinder in een smalle strook tot in Soedan te vinden is in de Nijldelta.
Op het Arabisch Schiereiland komt de doodshoofdvlinder in het overgrote deel voor en ontbreekt alleen in het uiterste zuidoosten.
Het noordelijkste deel van het verspreidingsgebied beslaat zuidelijk Europa, in uiterst zuidelijke delen van Spanje, Portugal, Italië en Griekenland, via zuidelijk Turkije tot het zuiden van de Kaspische Zee. In al deze gebieden komt de doodshoofdvlinder het gehele jaar voor en kent twee generaties.

### Trekvlinder
De doodshoofdvlinder is een goede vlieger, het is een van de snelste soorten insecten. De doodshoofdvlinder kan een topsnelheid van 54 kilometer per uur bereiken. Alleen libellen zijn nog sneller tot 58 km/h. De vlinder is een bekende trekvlinder die duizenden kilometers af kan leggen. In Europa kan de soort in de zomer tot in Scandinavië worden aangetroffen.
Het verspreidingsgebied binnen Europa strekt zich uit van noordelijk tot in Groot-Brittannië en Scandinavië en zelfs tot in IJsland is de vlinder aangetroffen. Met name in het noorden van Europa is het veel te koud voor de pop om zich tot vlinder te ontwikkelen. De doodshoofdvlinder is hier alleen als trekvlinder bekend. Soms slaagt een vlinder er toch in om een volgende generatie te ontwikkelen in de zomer, maar in de winter maakt de pop hier weinig kans. Vrouwtjes die in noordelijke gebieden uit de pop kruipen zijn in de regel onvruchtbaar.
De doodshoofdvlinder is niet de enige vlinder die eigenlijk leeft in warmere streken rond de evenaar maar in de zomer tot in noordelijk Europa te vinden is. Een dergelijk trekgedrag is ook bekend van andere vlinders zoals de windepijlstaart. Van andere vlinders is bekend dat ze wegtrekken om te overwinteren, zoals de monarchvlinder (Danaus plexippus). Dergelijke soorten trekken echter naar warmere streken gedurende de koudere maanden van het jaar. De doodshoofdvlinder echter trekt in de zomer naar koudere gebieden waar de dieren zich niet goed kunnen voortplanten. De reden van de soms massale jaarlijkse trek naar het noorden is niet precies bekend.

## Uiterlijke kenmerken

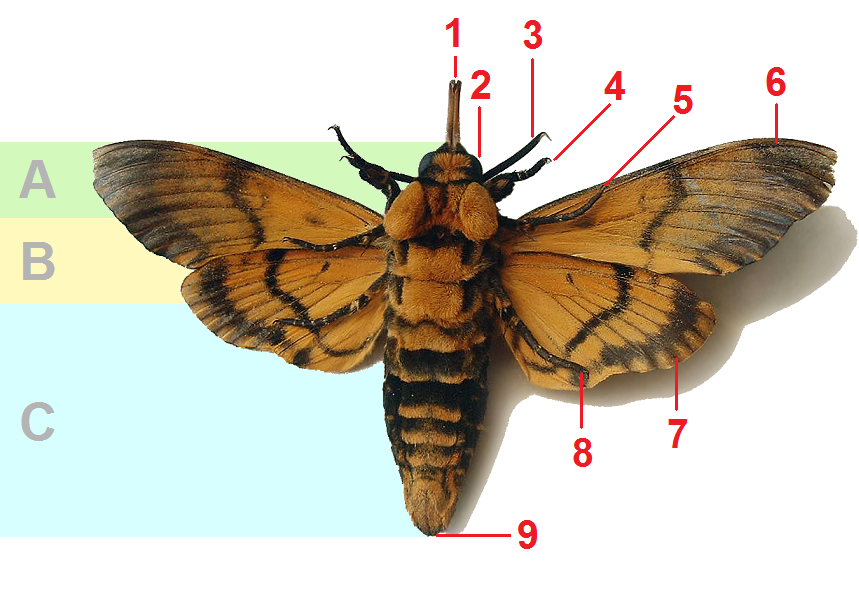
Onderzijde van een doodshoofdvlinder met de belangrijkste lichaamskenmerken.

De doodshoofdvlinder is binnen de familie van de pijlstaarten (Sphingidae) een van de grotere soorten. De soorten uit deze familie Pijlstaartvlinders zijn snelle vliegers met een gestroomlijnd lichaam en relatief smalle vleugels. Veel soorten kunnen stil hangen in de lucht terwijl ze uit bloemen drinken. De vliegwijze kost echter veel energie waardoor de pijlstaartvlinders efficiënt moeten foerageren om zo snel aan veel voedsel te komen. De doodshoofdvlinder wordt gezien als een specialist binnen de familie vanwege het vermogen tot het roven van honing uit het nest van bijen. Dit riskante gedrag is maar van enkele vlinders bekend.
De doodshoofdvlinder is een grote, fors gebouwde vlinder, de voorvleugels van deze soort hebben een spanwijdte van 11 tot 13,5 centimeter. De doodshoofdvlinder is de zwaarste vlinder die in Nederland voorkomt en het is daarnaast ook een van de grootste soorten.

### Kop
De kop heeft grote facetogen, deze beslaan een groot deel van het oppervlak van de kop. De ogen zijn zwart van kleur en rond van vorm, ze doen enigszins kraalachtig aan. Ze bestaan uit kleine individuele oogjes die tezamen een beeld vormen, deze oogcellen worden ommatidiën genoemd. De antennes zijn lang en dun, dit wordt ook wel draadvormig of filiform genoemd. De antennebasis is smaller dan de rest van de antenne. De antenneleden zijn relatief kort. De antennes zijn bruin tot zwart van kleur. Aan de uiteinden echter zijn de antennes veel lichter tot wit van kleur. Het antenne-uiteinde is niet verdikt maar loopt juist uit in een dunner en gekromd einde.

### Borststuk
Het borststuk is net als de rest van het lichaam voorzien van een dichte beharing. Het borststuk is grotendeels bruin van kleur. De haren op het midden van het borststuk zijn echter lichter tot witgeel van kleur en hebben een vast patroon. De vlek van de doodshoofdvlinder is vanwege de positie op het borststuk altijd zichtbaar en lijkt bij vrijwel alle exemplaren duidelijk op een schedel. Het borststuk is in drie delen of segmenten verdeeld. Aan het borststuk zijn aan de bovenzijde twee paar vleugels gehecht aan de achterste twee segmenten, gezien vanaf de kop. Aan de onderzijde draagt het borststuk drie paar poten, steeds één paar per segment.

#### Vleugels
De voorvleugels zijn grijsbruin tot donkerbruin of zwart met grillige lichtbruine tot witte tekeningen. De onderzijde van de vleugels is oranje tot geel met twee donkere dwarsbanden; één aan de vleugelrand en de andere parallel hieraan in ongeveer het midden van de vleugel.
De achtervleugels van de vlinder zijn oranjerood van kleur, dergelijke kleuren zijn nogal opvallend. De achtervleugelkleur van de doodshoofdvlinder dient dan ook als schrikkleur. In rust zijn de felle kleuren van de achtervleugels niet te zien, omdat ze verborgen blijven onder de bruine voorvleugels aan de bovenzijde. Bij verstoring worden de kleuren getoond wat een vijand soms op afstand houdt. Veel vlinders hebben zogenaamde oogvlekken maar deze bestaan uit felle kleuren en worden alleen getoond bij verstoring. Bij de doodshoofdvlinder ontbreken oogvlekken.

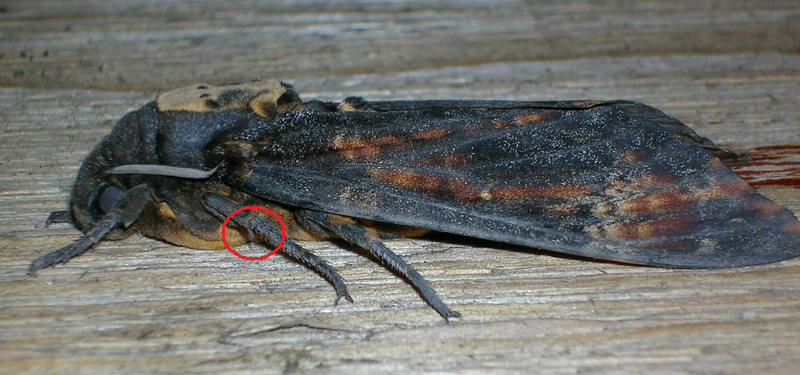
De poten zijn voorzien van duidelijk zichtbare haakjes aan de uiteinden van de tarci. Een van de sporen op de poten is omcirkeld.

Aan de vleugeltip van de voorvleugels is bij de doodshoofdvlinder een klein rond venstertje aanwezig. Deze ronde plek draagt geen schubben en valt op door de lichtere kleur. Bij de doodshoofdvlinder is de kleur van deze vlekjes, de zogenaamde discale vlekken, altijd wit. Bij sommige gelijkende soorten zijn de vlekken juist geel of oranje.

#### Poten
De poten van de doodshoofdvlinder hebben hun loopfunctie behouden. De poten zijn goed ontwikkeld en zijn voorzien van sporen. Dit zijn verdikte, stekelachtige haren aan de pootgewrichten. Veel vlinders kunnen hun poten niet meer gebruiken om te lopen, omdat ze zijn verzwakt door degeneratie. De doodshoofdvlinder heeft zijn poten onder andere nodig bij het zoeken naar honing in het nest van bijen. De poten bestaan uit verschillende delen, van het lichaam af aan bestaan de poten uit de heup of coxa, de scheen of tibia, de dij of femur en aan het uiteinde de voet of tarsus. De tarsus is het enige deel van de poot dat bestaat uit verschillende segmenten. Het laatste segment bevat gepaarde en sterk vergrote, haakachtige structuren die ook met het blote oog duidelijk zichtbaar zijn.

### Achterlijf
Het achterlijf of abdomen is zwart van kleur en heeft een oranje-gele bandering aan de flanken en een grijsblauwe kleur op het midden of zwart maar oranje-geel aan de onderzijde. Het achterlijf is oranje van kleur. Er is echter veel variatie en sterk afwijkende exemplaren komen ook voor.
Het achterlijf is gesegmenteerd maar dit is door de aanwezigheid van de vleugels alleen aan de onderzijde te zien. Alleen een deel van het laatste segment steekt aan de achterzijde uit. Het achterlijf van de vlinder is relatief kort. De verschillende achterlijfssegmenten worden zowel aan de boven- als onderzijde beschermd door chitine platen. De platen aan de buikzijde worden sternieten genoemd en die aan de bovenzijde worden met tergieten aangeduid.

### Onderscheid met andere vlinders

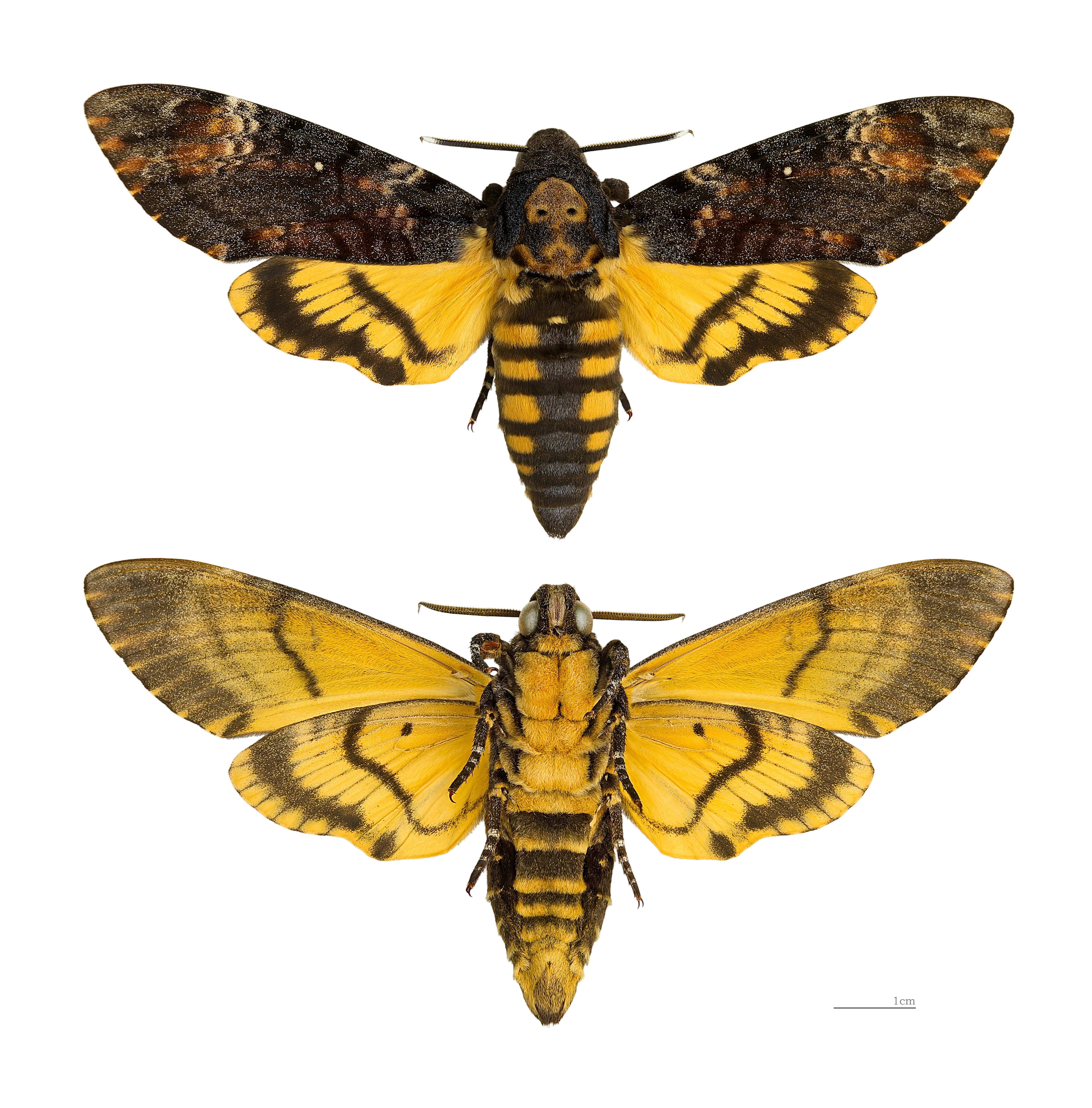
Boven- en onderzijde van de doodshoofdvlinder.

Het geslacht Acherontia telt drie soorten die nauwelijks uit elkaar te houden zijn en alle drie de kenmerkende schedelvormige vlek op het borststuk hebben. Alle drie de soorten lijken wat betreft levenswijze sterk op elkaar en het zijn tevens trekvlinders. De twee andere soorten, Acherontia lachesis en Acherontia styx, komen echter niet in noordelijk Europa voor.
Acherontia lachesis komt voor in delen van India en omringende landen. Deze soort heeft een zwarte vlek aan de achtervleugelbasis die bij de doodshoofdvlinder ontbreekt. De discale vlek is wit van kleur. De schubben aan de onderzijde van de schedelachtige vlek zijn oranjerood van kleur.
Acherontia styx komt voor in zuidoostelijk Azië, en trekkende exemplaren zijn bekend tot in Japan. Deze soort blijft kleiner en bereikt een vlucht van 9 tot 12 centimeter. Aan de onderzijde van de voorvleugels is niet één zwarte band in het midden aanwezig maar twee. De discale vlek is oranje en niet wit zoals bij de doodshoofdvlinder het geval is.
Een zowel qua uiterlijk als levenswijze sterk op de doodshoofdvlinder gelijkende soort is de windepijlstaart (Agrius convolvuli). De soort is te onderscheiden door het ontbreken van een doodshoofdachtige vlek en de aanwezigheid van twee plukjes roodbruine haren op het borststuk. Ook de rupsen lijken op elkaar.
Een schedelachtige vlek als die van de doodshoofdvlinder komt ook voor bij sommige andere vlinders, al is deze minder geprononceerd. Een voorbeeld is de hermelijnvlinder. Deze blijft echter veel kleiner.
Andere gelijkende pijlstaarten zijn de ligusterpijlstaart en de dennenpijlstaart, waarbij een doodshoofdachtige vlek ontbreekt.
Ook bij andere insecten komt een doodshoofdachtige vlek op het lichaam voor. Soorten met een dergelijke vlek en een verwijzing in hun naam zijn de doodshoofdcicade (Tosena seebohmi) en de doodskopzweefvlieg (Myathropa florea). Wat het doel van de vlek is op het borststuk is niet geheel duidelijk. Een schedelvorm roept bij mensen gevoelens van angst op maar dat dit bij dieren ook afschrikwekkend werkt is niet aangetoond.

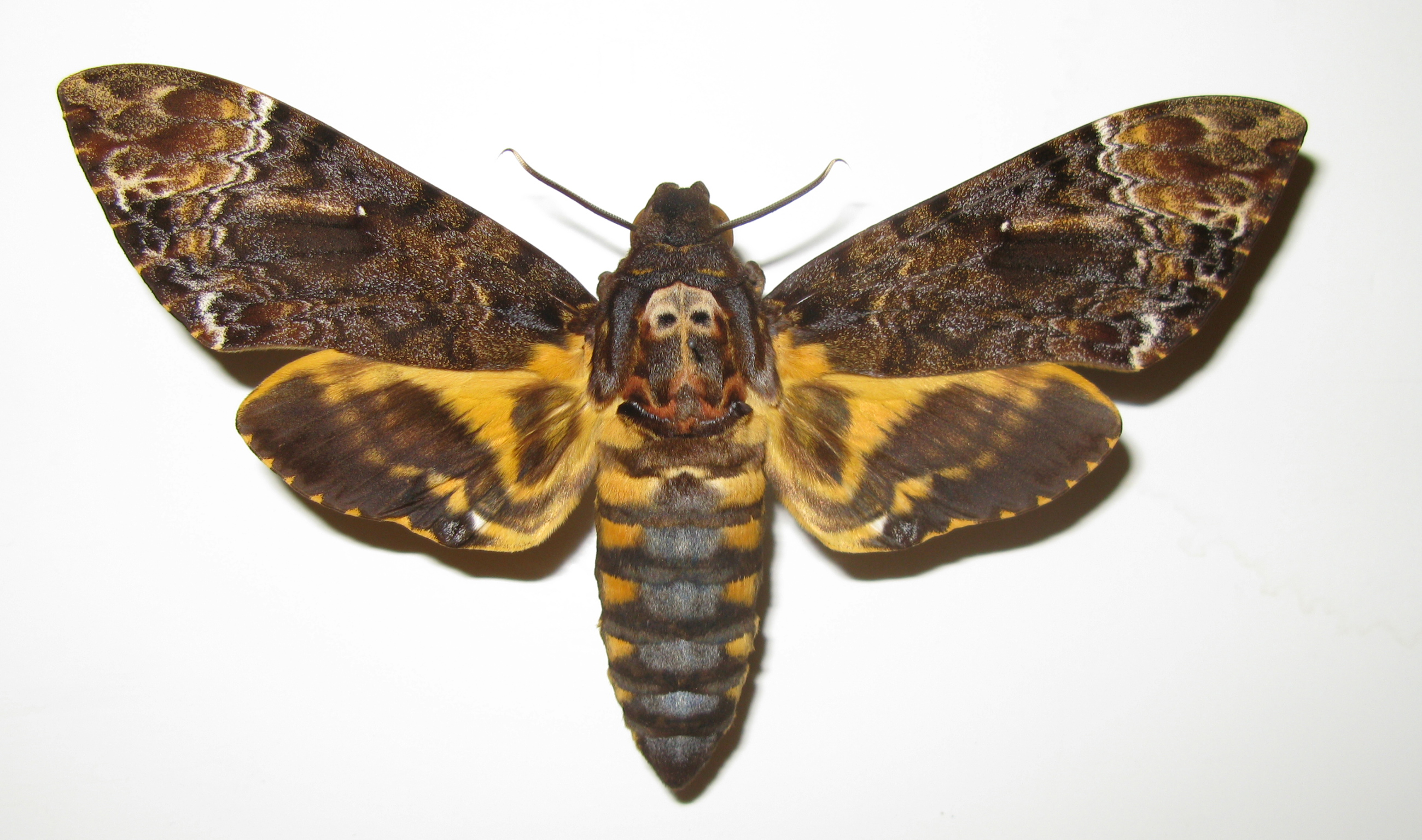
Acherontia lachesis
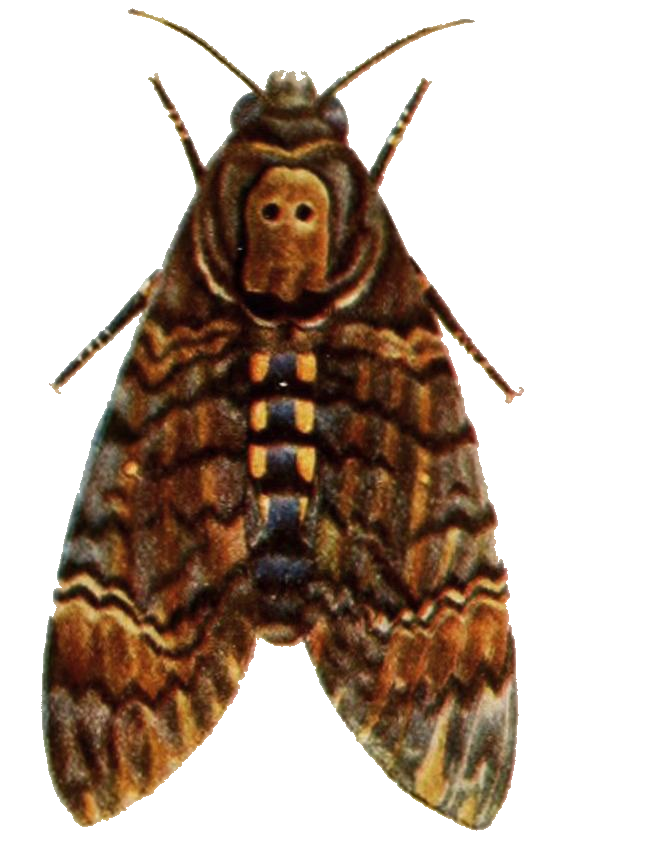
Acherontia styx
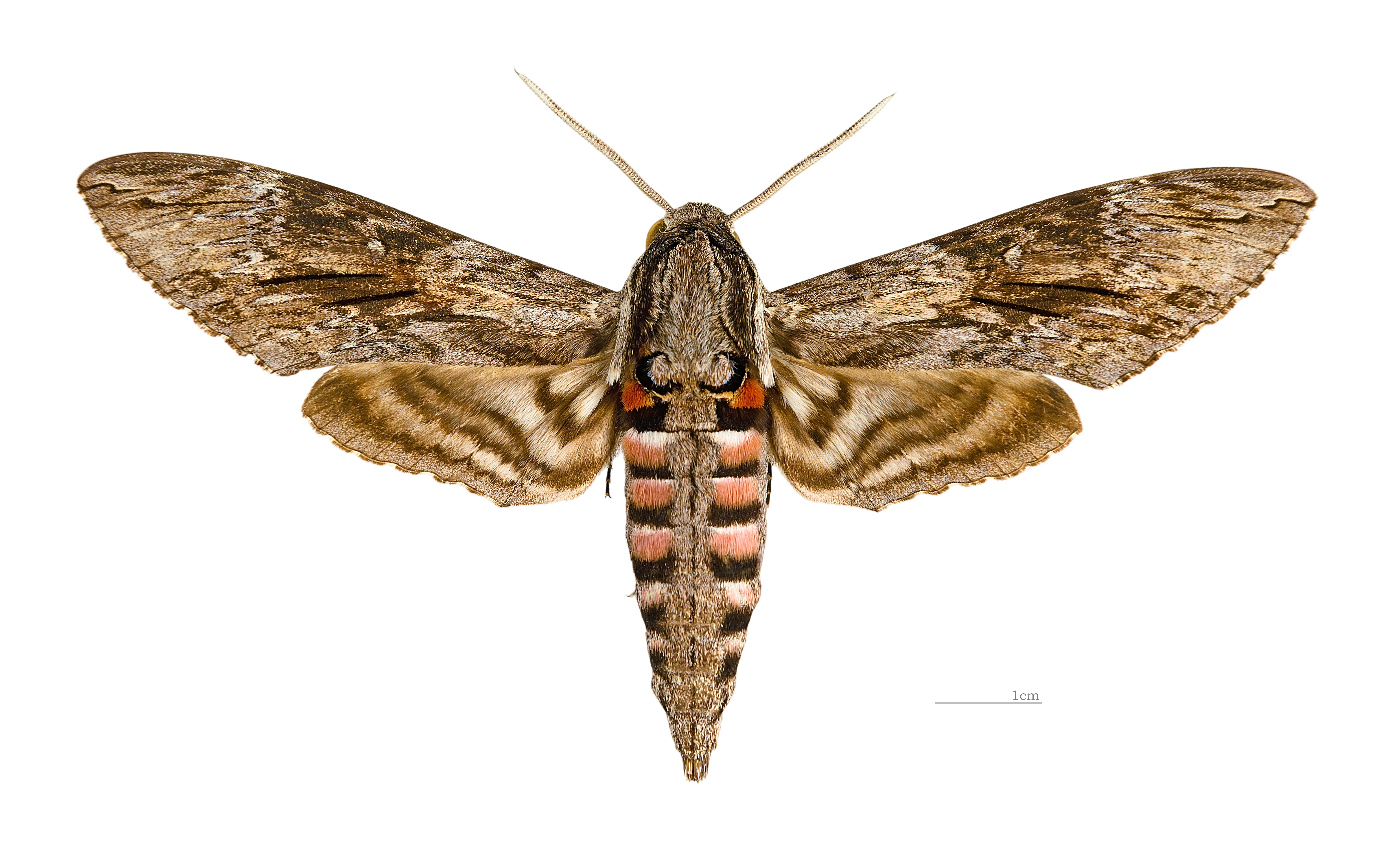
Windepijlstaart
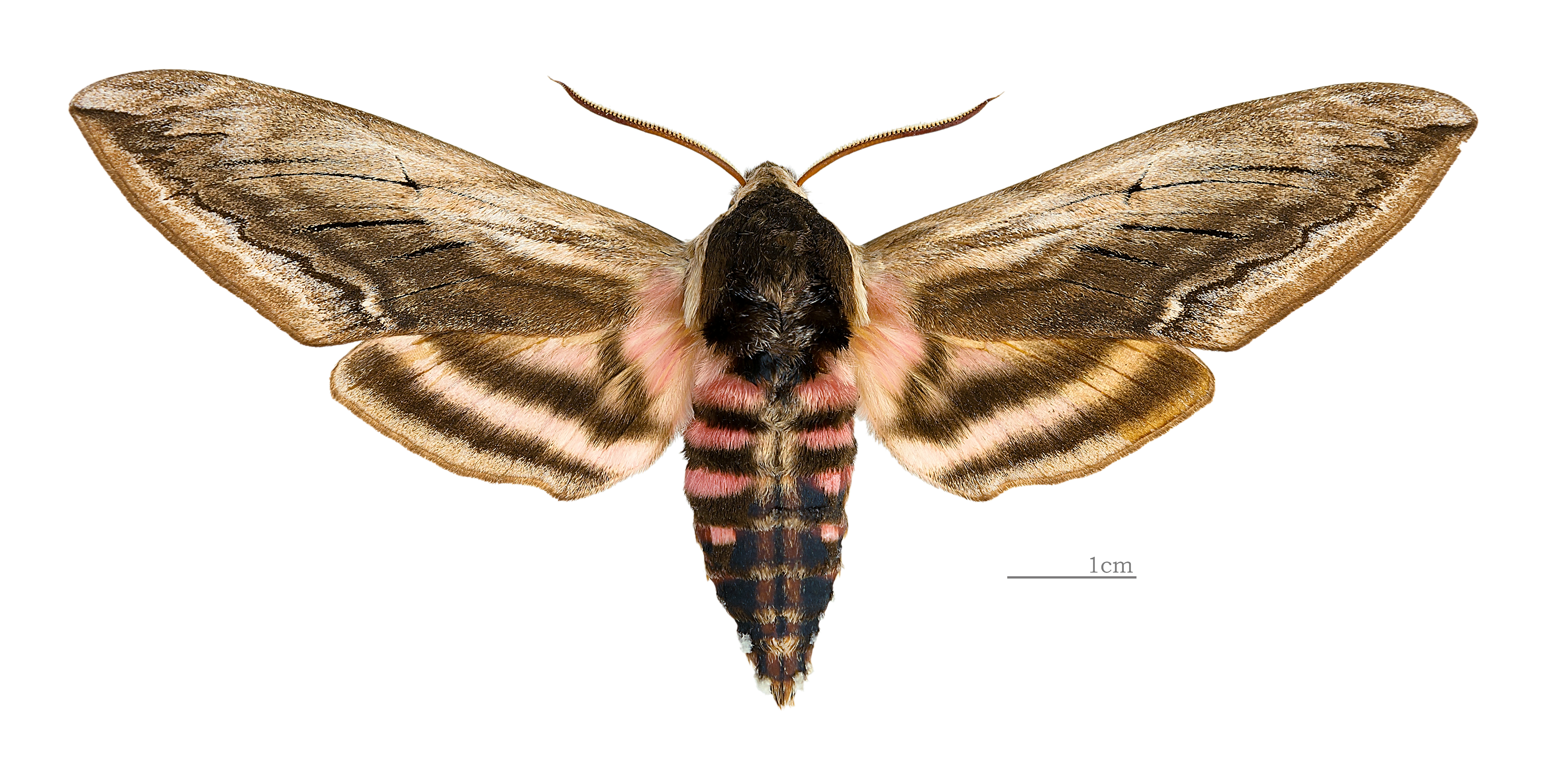
Ligusterpijlstaart
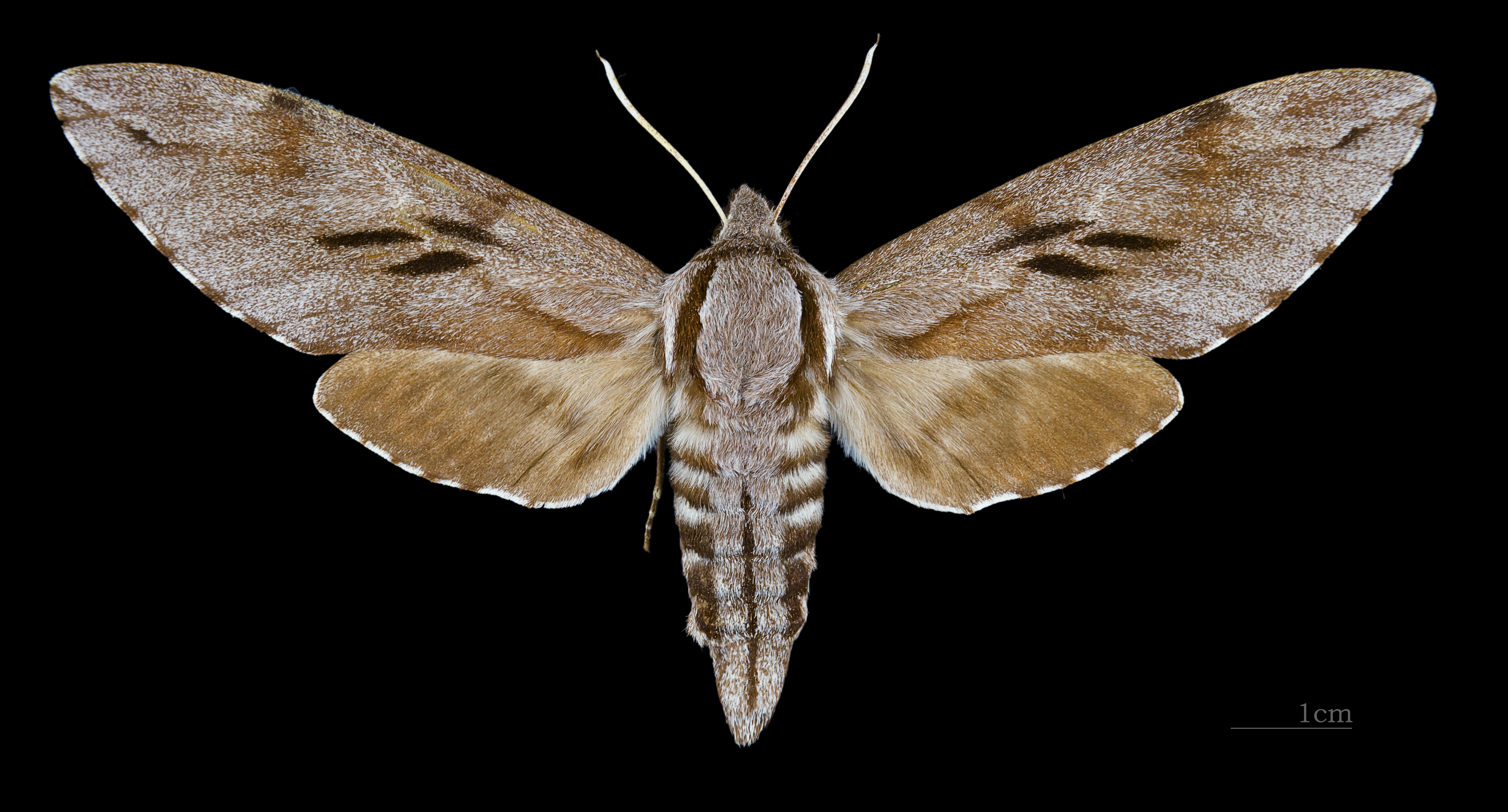
Dennenpijlstaart
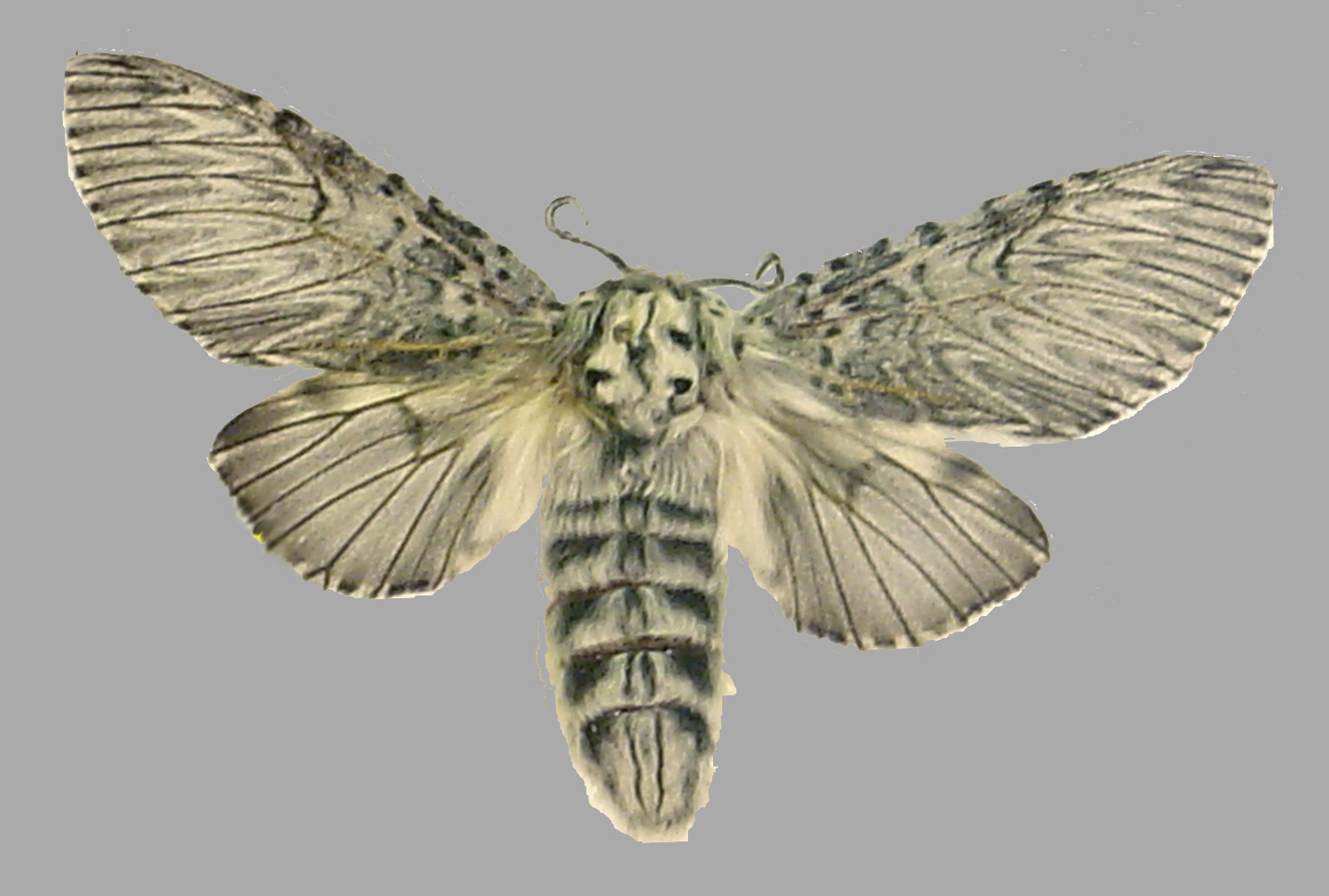
Hermelijnvlinder
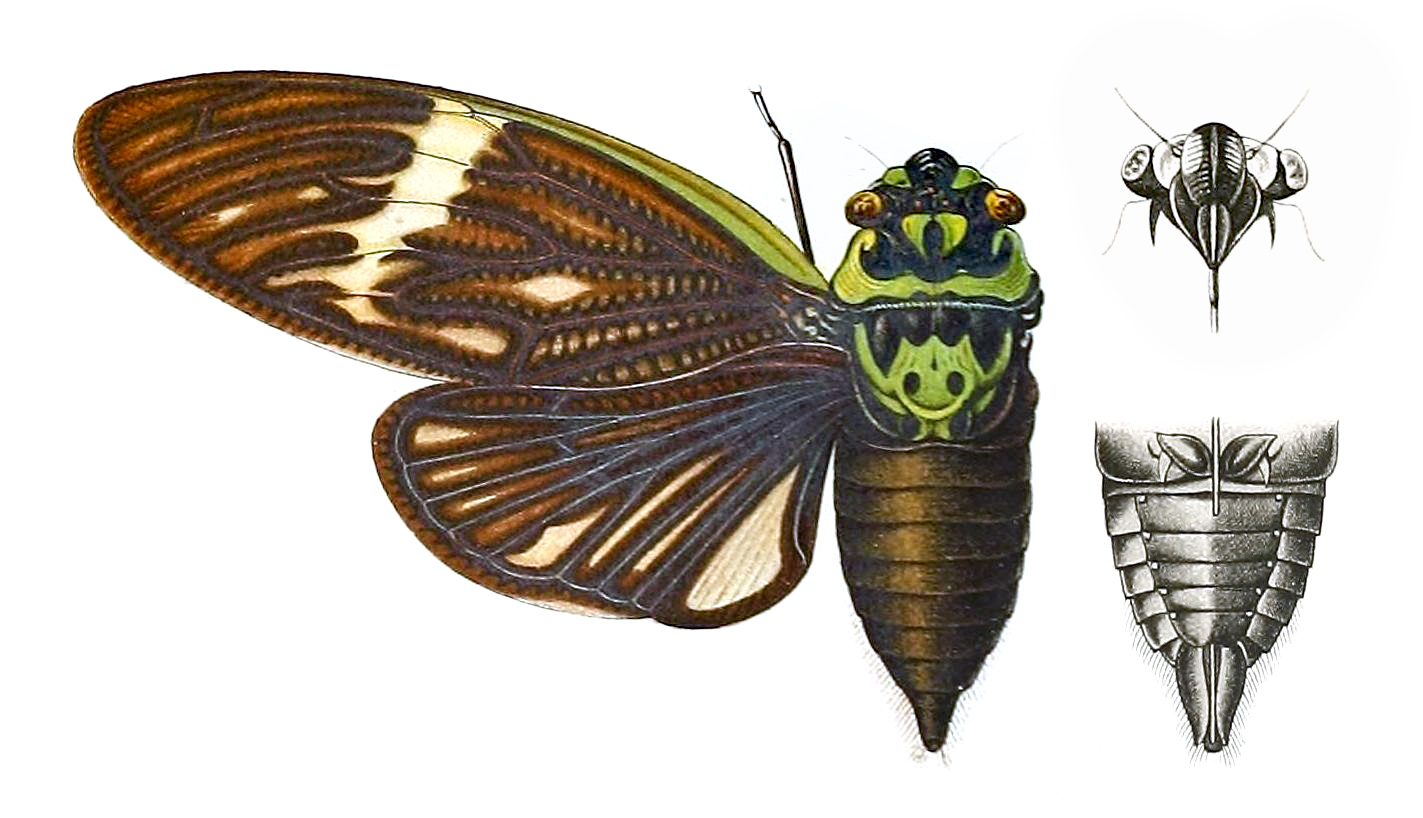
Doodshoofdcicade
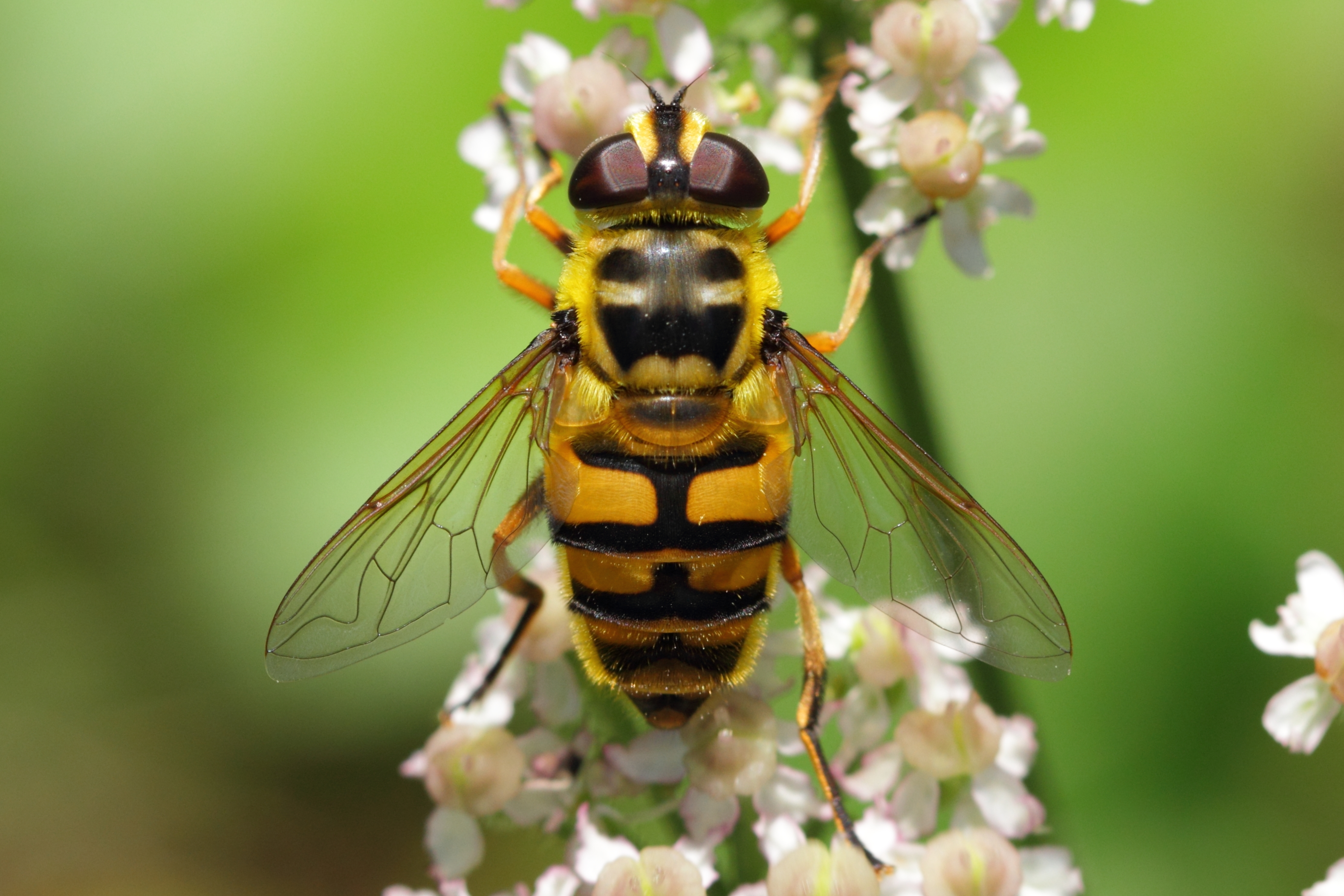
Doodskopzweefvlieg

## Voedsel

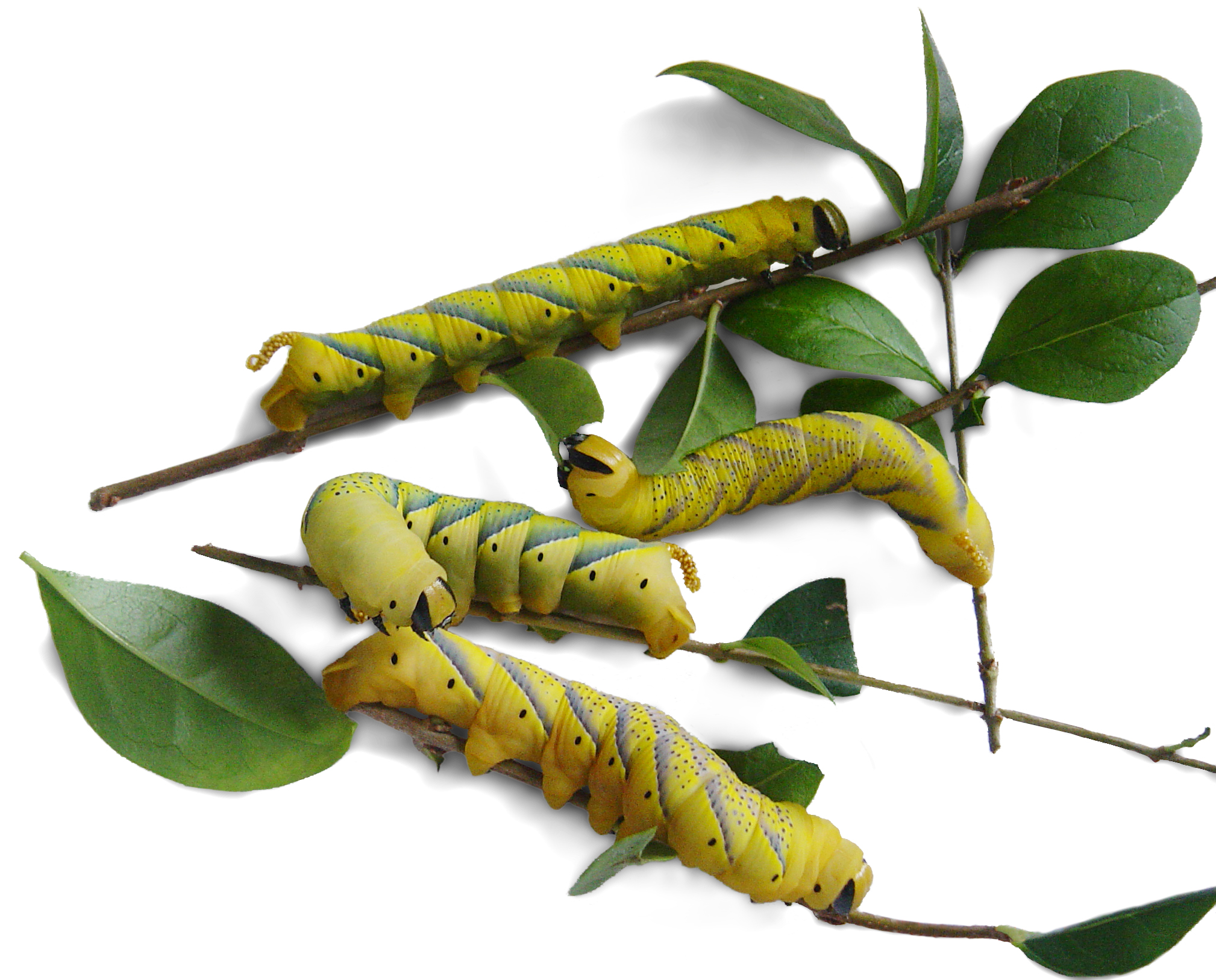
De rupsen eten grote hoeveelheden planten.

De doodshoofdvlinder leeft net als andere vlinders voornamelijk van nectar uit bloemen. De doodshoofdvlinder heeft een sterke voorkeur voor honing, in tegenstelling tot andere vlinders die uitsluitend leven van nectar uit bloemen. De meeste vlinders hebben een lange roltong of proboscis die ze kunnen oprollen als een spiraal. Een drinkende vlinder rolt zijn lange tong uit en kan zo zijn monddelen diep in een bloem steken om bij de nectar te komen.
Met name bij de pijlstaartvlinders, waar de doodshoofdvlinder toe behoort, is een lange tong zelfs een familietrekje.
De doodshoofdvlinder heeft in tegenstelling tot verwante soorten een relatief korte, verharde tong die niet opgerold kan worden zoals gebruikelijk is bij de meeste vlinders. De tong is ongeveer vijf centimeter lang, tegenover soms 20 tot 30 centimeter van die van verwante soorten.
De vlinder zuigt met zijn tot steeksnuit omgebouwde proboscis sappen uit rijp fruit en ook de wondsappen van bomen worden opgenomen. De doodshoofdvlinder heeft echter een manier gevonden om aan voedsel te komen doordat met de tong ook de raten van bijen kunnen worden doorboord en zo de honing kan worden gedronken. De doodshoofdvlinder spoort de honing op met de antennes die geurdeeltjes oppikken van de honing in een bijennest. Honing is een ingedikte vorm van nectar en is zeer energierijk. De stroperige honing wordt met de krachtige spieren rond de mond opgezogen en per drinkbeurt kan de vlinder zo een theelepel aan honing drinken. Zie voor de verdediging tegen bijen onder vijanden en verdediging.
De rups leeft bij voorkeur van planten uit de nachtschadefamilie, zoals zwarte nachtschade, wolfskers, bilzekruid, boksdoorn (Lycium europaeum) en ook de aardappel behoort hiertoe. Ook op andere planten kan de rups worden aangetroffen, zoals tomaat (Solanum lycopersicum), hennep (Cannabis sativa), liguster (Ligustrum), monnikspeper (Vitex agnus-castus), biet (Beta vulgaris) en olijf (Olea).
De rupsen van de doodshoofdvlinder eten grote hoeveelheden plantaardig materiaal. Ze komen soms in grote aantallen voor waarbij ze schadelijk zijn in de landbouw. Op olijfbomen kan de rups zich manifesteren als een plaag. Pijlstaartvlinders leven soms op giftige planten en de doodshoofdvlinder is geen uitzondering. De rupsen eten zelfs van de zeer giftige wolfskers (Atropa bella-donna) die voor de mens dodelijk kan zijn. De gifstoffen uit de planten worden door de rupsen opgeslagen zodat ze zelf oneetbaar worden voor vijanden als vogels. Het gif is ook terug te vinden in de pop en de volwassen vlinder. Een vogel die eenmaal een giftige rups of vlinder heeft gegeten zal dit geen tweede keer wagen. Uit de pop en de volwassen doodshoofdvlinder zijn stoffen zoals maltasen, α-mannosidasen, β-glucosidasen en lactase geïsoleerd. Sommige van deze stoffen hebben bij experimenten in het laboratorium bewezen hiv te onderdrukken, naar de toepassingen voor het gebruik in medicijnen wordt veel onderzoek verricht.

## Vijanden en verdediging

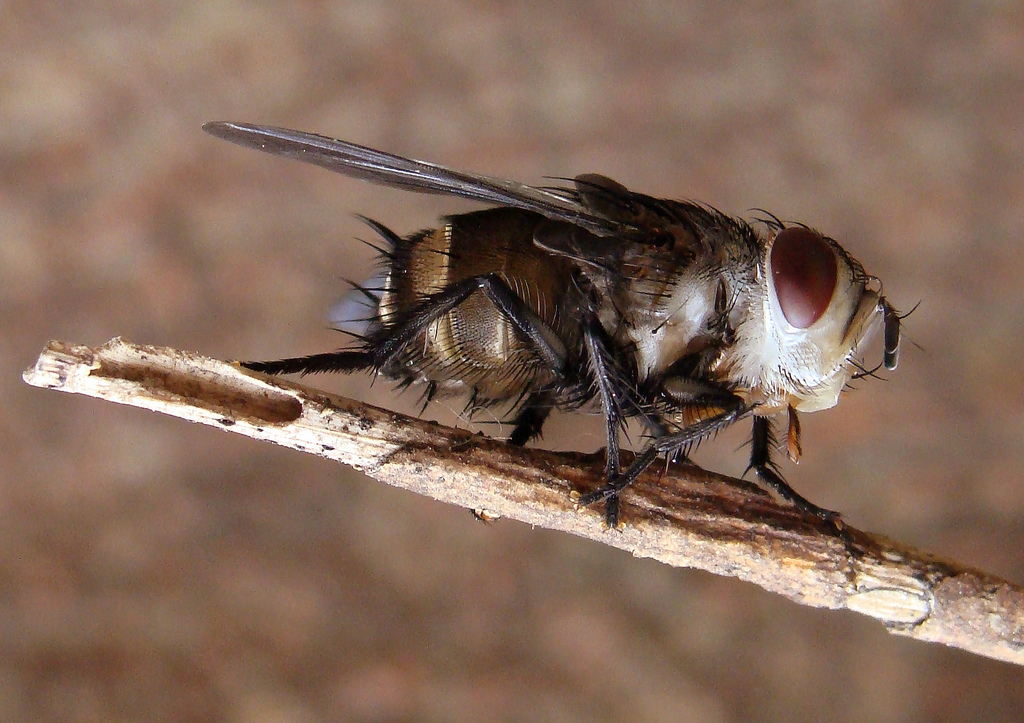
De sluipvlieg Compsilura concinnata is een van de soorten die parasiteert op de rups.

De volwassen vlinder wordt vanwege zijn nachtactieve levenswijze vooral gegeten door vleermuizen. Net als andere vlinders en sommige andere vliegende insecten als bidsprinkhanen heeft de doodshoofdvlinder speciale gehoorszintuigen om ultrageluid te detecteren. Dit is het geluid dat vleermuizen gebruiken om 's nachts in het duister hun prooien op te sporen. Als een vliegende doodshoofdvlinder dergelijke geluiden waarneemt, verandert het vliegpatroon om aan de vleermuis te ontsnappen. Opmerkelijk is dat de gehoororganen aan de mond liggen, tussen de labiale palpen aan weerszijden van de tong.
De eitjes van de vlinder en de verschillende stadia van de rups worden belaagd door een groot aantal parasitoïde insecten, zoals sluipwespen (Ichneumonidae) en sluipvliegen (Tachinidae). Deze parasitoïden zetten hun eitjes af in de rups of op de voedselplanten, waarna de larven de rups van binnenuit opeten, terwijl ze nog leeft.
Er zijn verschillende soorten gewone sluipwespen (orde Hymenoptera) en sluipvliegen (orde Diptera) die op de doodshoofdvlinder jagen om er eitjes op af te zetten voor het nageslacht. De larven vreten zich dan een weg door het ei, de rups of de volwassen vlinder die hieraan uiteindelijk te gronde gaat.
Als ze volgroeid zijn, verpoppen de wespen- en vliegenlarven op de rupsenhuid of in de rups en sluipen ten slotte uit. De vele vijanden in het natuurlijke leefgebied houden de aantallen onder controle. Onderstaand een lijst van bekende insectenparasitoïden die ook op de doodshoofdvlinder jagen. Een van deze soorten -Drino atropivora- heeft hier zelfs zijn wetenschappelijke naam aan te danken. De soortnaam atropivora betekent Atropos-eter.
- Gewone sluipwespen (Ichneumonidae)
  - Amblyjoppa fuscipennis
  - Amblyjoppa proteus
  - Callajoppa cirrogaster
  - Callajoppa exaltatoria
  - Diphyus longigena
  - Diphyus palliatorius
  - Ichneumon cerinthius
  - Netelia vinulae
- Sluipvliegen (Tachinidae)
  - Compsilura concinnata
  - Drino atropivora
  - Masicera pavoniae
  - Winthemia rufiventris

### Verdediging tegen bijen

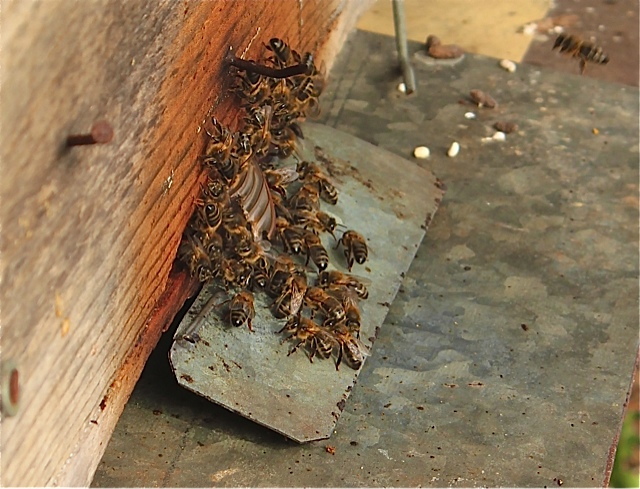
Bijen verwijderen de resten van een gedode doodshoofdvlinder uit een nestkast.

De doodshoofdvlinder eet graag honing van bijen en kent een aantal trucjes om in het nest te geraken en van de honing te stelen zonder door de bijen te worden doodgestoken.
In noordelijk Europa, waar de vlinder sporadisch voorkomt, wordt slechts af en toe een vlinder in de raat aangetroffen. In het natuurlijke leefgebied echter kan de vlinder in enorme aantallen voorkomen. In Kaapverdië, een eilandengroep voor de westkust van Afrika, kan de vlinder zo massaal opduiken dat de bijen hen onmogelijk allemaal buiten het nest kunnen houden. De nestingang kan door de vele vlinders zelfs volledig worden geblokkeerd. Voor het nest is bij dergelijke massale aantallen vaak een laag dode vlinders aanwezig op de bodem. De doodshoofdvlinder -de lokale naam is bambaluta- kan buiten worden gehouden door de nestingang te verkleinen.
In moderne bijenkasten liggen de honingraten verder uit elkaar dan in de natuurlijke nesten, zodat de vlinder hier kwetsbaarder is. Als de bijen de indringer identificeren en doden is de doodshoofdvlinder veel te groot om het nest uit te werken en wordt hij ingemetseld. De dode vlinder wordt dan, volledig door propolis omgeven, teruggevonden door de imker. Propolis is een soort lijmstof die door de bijen wordt geproduceerd uit plantendelen om gaten in het nest te dichten of delen van het nest af te schermen.
Om bij de honing te komen moet de vlinder het nest betreden, wat hachelijk is, omdat bijen indringers massaal aanvallen en doodsteken met hun angel. De vlinder heeft zich gespecialiseerd in het ontwijken van bijen, zoals de honingbij (Apis mellifera). Bijen zijn goed in staat om vreemdelingen te herkennen en buiten het nest te houden, zelfs bijen van andere nesten worden onderscheiden. De doodshoofdvlinder slaagt er ondanks zijn totaal andere uiterlijk toch in, om bijennesten binnen te komen zonder te worden aangevallen. De vlinder is weinig gevoelig voor bijengif. De doodshoofdvlinder past met zijn lichaam precies tussen twee raten van het bijennest, zodat de bijen moeilijk kunnen steken. Daarnaast wordt de vlinder goed beschermd door de dikke beharing, de dakvormig geplaatste vleugels en het verdikte rugpantser.
Als de vlinder zich eenmaal in het nest bevindt, negeren de bijen hem. Biologen vermoeden, dat de vlinder chemische stoffen uitscheidt, zodat de bijen de vlinder niet meer kunnen onderscheiden van andere bijen. Alleen de buikzijde van de vlinder is kwetsbaar; de vleugels en het verharde borststuk zijn dik en goed beschermd. Als de doodshoofdvlinder door bijen wordt bedreigd, kan een hoorbaar piepend geluid worden gemaakt, dat lijkt op de geluiden die de bijen zelf produceren om rustig te worden. Deze piepende geluiden worden geproduceerd door lucht uit de mondholte te persen.
De doodshoofdvlinder zuigt zich vol met honing en kan hierbij erg gulzig zijn. Het achterlijf is bij het binnendringen van het nest aanzienlijk kleiner in vergelijking met de lichaamsdiameter van de vlinder bij het verlaten van het nest. Het achterlijf is soms dusdanig sterk opgezwollen door de honing dat de vlinder te dik is om nog uit het nest te geraken.

## Voortplanting en ontwikkeling

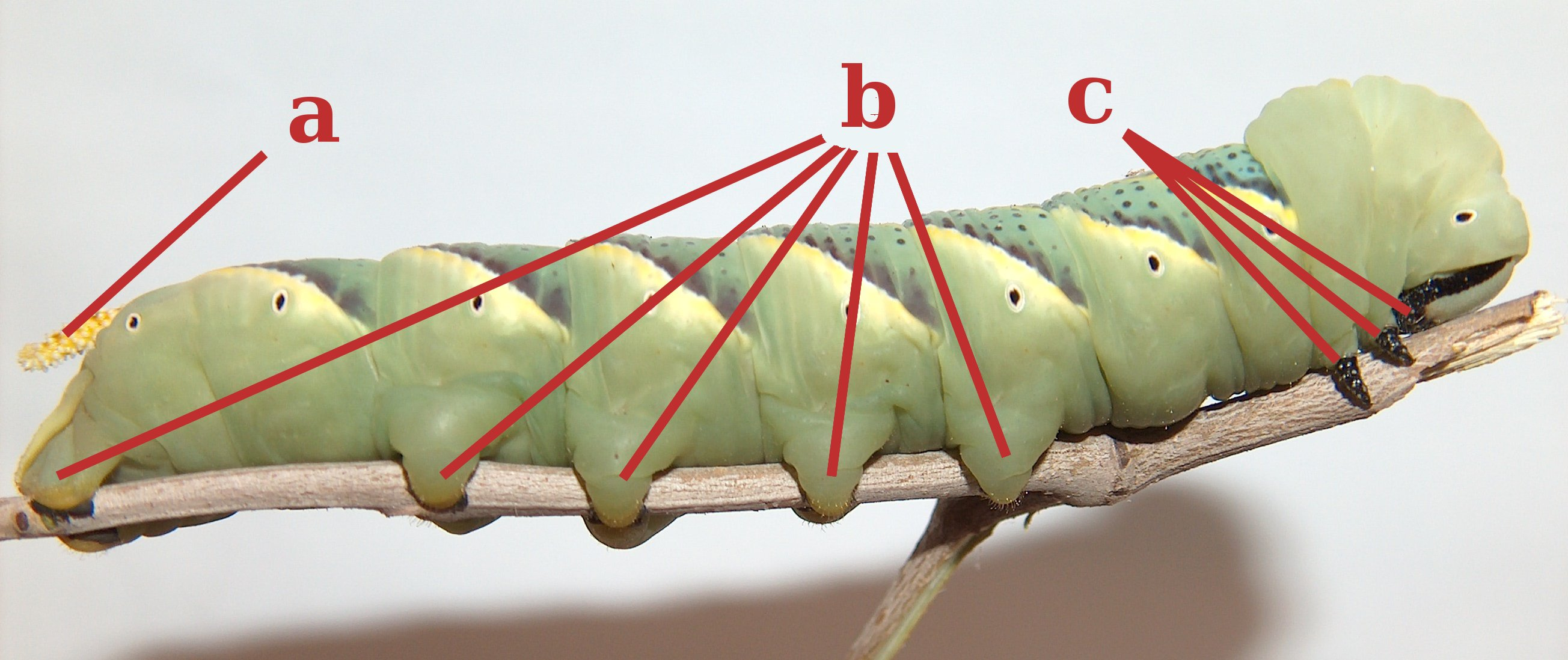
Rups met gele 'staart' (a), pseudopoten (b) en echte poten (c)

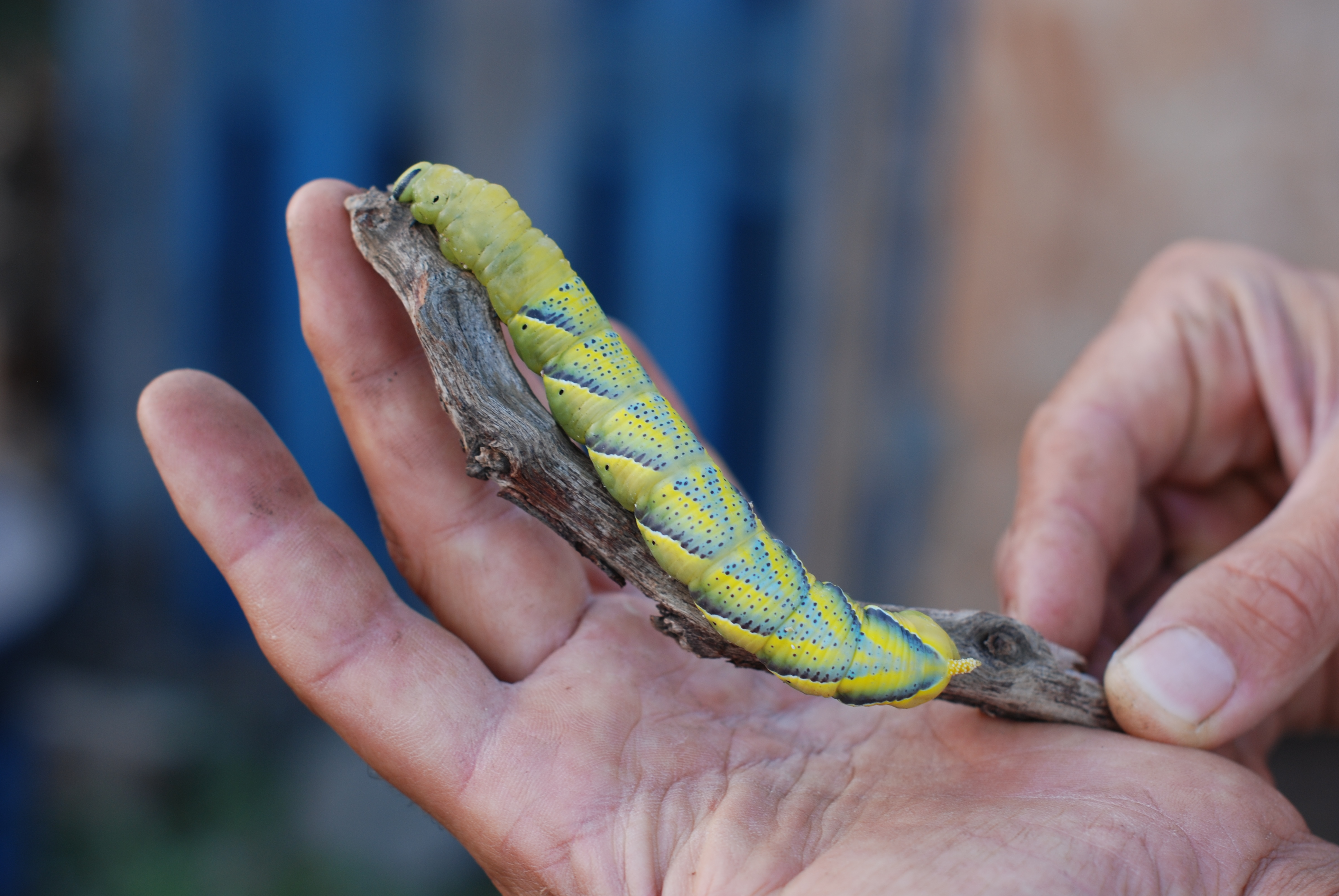
Rups op de hand van een volwassene

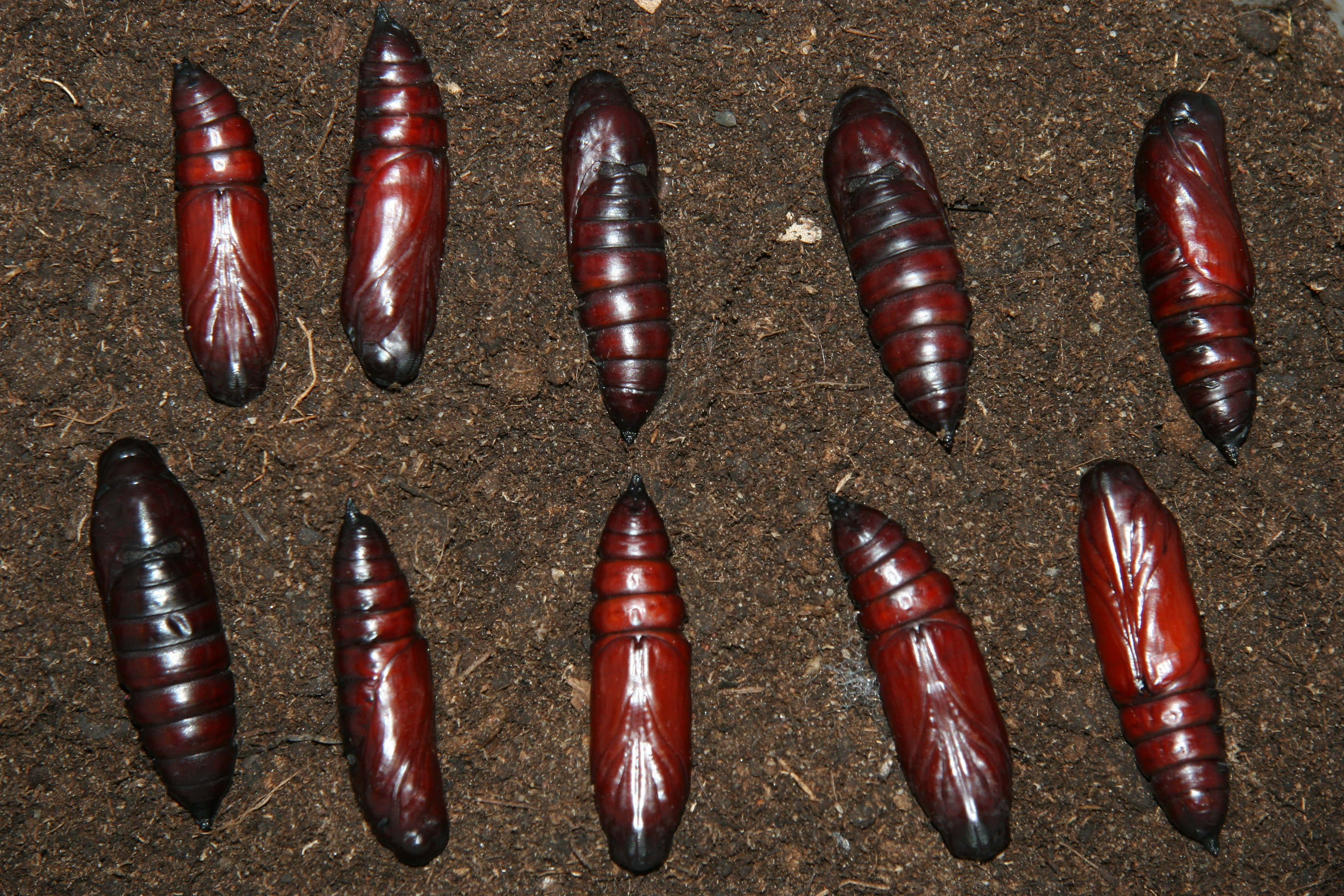
Verschillende poppen van de vlinder

De doodshoofdvlinder is net als alle vlinders eierleggend, de eitjes worden afgezet op planten uit de nachtschadefamilie. Het ei is geelgroen tot grijsblauw van kleur en ovaal van vorm, het ei heeft een doorsnede van 1,2 tot 1,5 millimeter. De eitjes worden een voor een afgezet aan de onderkant van bladeren van een voedselplant. Als de jonge rupsen op uitkomen staan, kleurt het ei naar geel.
De rups is trimorf; er zijn drie verschillende kleurvormen. De rups kan zowel groen, geel of bruin van kleur zijn. Op de bovenzijde is een patroon van zwarte vlekjes zichtbaar en ook aan de flanken is op ieder segment een zwart vlekje aanwezig. In de bruine vorm is de rups helemaal bruin, alleen bij zijn kop zijn twee paar witte vlekken aanwezig. Als de rups bijna volgroeid is, ziet de stekel aan de achterzijde er uit als een trosje door de vele uitstulpingen. De stekel hangt bij grote rupsen slap aan het achterlijf. De omgevingstemperatuur van de zich ontwikkelende rups is van grote invloed op de duur van het larvale stadium. Bij een lagere temperatuur ontwikkelt de rups zich aanzienlijk langzamer.
De jonge larve of rups die het ei verlaat verkeert in zijn eerste rupsstadium of instar. De rups is dan altijd bleekgeel van kleur en is te herkennen aan de grote kop en verhoudingsgewijs grote, zwarte stekel aan de achterzijde. Na de eerste vervelling vangt het tweede stadium of instar aan en is de rups groen met kleine, witte bultjes die aan berijping doen denken. Er is nu ook een patroon van lichtere, schuine strepen zichtbaar aan de rugzijde. De stekel heeft na de eerste vervelling borstelachtige uitsteeksels. Na de tweede vervelling (derde instar) is de stekel bedekt met kleine bultjes, de dorsale kleuren zijn meer geprononceerd. De schuine strepen vallen op omdat de ene zijde scherp is begrensd maar de andere zijde juist niet.
In totaal kent de rups vier vervellingen en dus vijf instars. Een grote rups kan een uiteindelijke lichaamslengte van twaalf tot dertien centimeter bereiken. Het grootste exemplaar ooit waargenomen werd vijftien centimeter lang. De kop wordt beschermd door een beschermend kopkapsel dat een groot deel van de kop omsluit. Dit pantser bestaat uit chitine en heeft een breedte van 7 tot 8 millimeter.
Als een wat grotere rups wordt verstoord maakt deze met de verharde kaken een duidelijk hoorbaar, klikkend geluid. De rupsen worden behoorlijk lang en de kaken zijn navenant erg groot. Indien een rups wordt opgepakt zal deze proberen te bijten en kan door de grote kaken verwondingen veroorzaken.
Als de rups zich volledig heeft ontwikkeld wordt aan het eind van de zomer een holletje gegraven in de bodem. De rups kruipt hiertoe 15 tot 40 centimeter de grond in en maakt een nestkamertje waarin de verpopping plaatsvindt. Deze nestkamer wordt ook wel poppenwieg genoemd en wordt gemaakt door een ondergrondse holte te bekleden met spinrag dat afkomstig is uit klieren aan de kop. De pop is ongeveer 5 tot zeven centimeter lang en rood tot roodbruin van kleur. De grote, glimmende cocons werden vroeger weleens gevonden, toen het rooien van aardappels nog met de hand gebeurde. Als de pop wordt aangeraakt maakt deze wriemelende bewegingen.
De vliegtijd in België en Nederland duurt van mei tot en met oktober in twee generaties.

## In cultuur
De doodshoofdvlinder wordt door zijn associatie met de dood gebruikt als symbool in verschillende culturen, ook in moderne producties. De vlinder speelt een rol in de film The Silence of the Lambs en in een van de boeken van Jan Wolkers, De doodshoofdvlinder uit 1979. Edgar Allan Poe schreef het korte verhaal The Sphinx, dat een ontmoeting beschrijft met de doodshoofdvlinder.